# ただのあっ子
ただの あっ子（ただの あっこ、1952年9月3日 - ）は、日本の女優、振付師。東京都出身。ロットスタッフ所属。以前は劇団四季、コスモプロジェクトに所属していた。

## 人物
旧芸名は、ただの あつ子、ただのあっこ、ただのあつこ、只野あっ子。
身長163cm。体重50kg。血液型A型。
特技は日本舞踊、ジャズダンス。
宝塚音楽学校卒業。

## 出演作品

### テレビドラマ

#### NHK
- 連続テレビ小説 / 君の名は（1992年）
- 金曜時代劇 / 物書同心いねむり紋蔵（1998年）
- 探偵Xからの挑戦状!（2011年）

#### 日本テレビ
- 火曜サスペンス劇場
  - 六月の花嫁シリーズ（1988年）
    - 花婿は殺人者
    - ジューンブライド・ママ

  - 雨の中の女 仕組まれた情事（1988年）
  - 小京都ミステリー
    - 1（1989年）
    - 14（1995年） - 斉藤昌代

  - 山村美紗サスペンス「京都・琵琶湖別荘殺人事件」（1990年）
  - 裏口入学殺人事件（1991年）
  - 名無しの探偵10（1994年） - 堂本千穂
  - 盲人探偵・松永礼太郎4（1995年）
  - 正当防衛（1995年）
  - アリバイの穴（1997年）
  - 待っている妻（1997年）
  - 当番弁護士6（1998年） - 同窓会出席者
- 木曜ゴールデンドラマ
  - 蛍の宿（1988年）
  - 鉄窓の中の女友達（1991年）
  - デカ 黒川鈴木（2012年） - 春田京子
- 水曜グランドロマン / お市御寮人（1989年）
- 勝手にしやがれヘイ!ブラザー（1989年）
- 悪女（1992年）
- 朝の連続ドラマ / 珠玉の女（1992年）
- 江戸の用心棒II（1995年）
- 木曜ドラマ / 町医者ジャンボ!!（2013年） - 白根美佐子

#### TBS
- キツイ奴ら（1989年）
- 花王 愛の劇場
  - ああわが家（1989年）
  - 天までとどけ2（1992年）
  - 子子家庭は危機一髪（1993年）
  - ぽっかぽか（1994年）
- 仮面ライダーBLACK RX（1989年） - 三田ユキオの母
- 金曜ドラマ
  - 都会の森（1990年）
  - 誰にも言えない（1993年）
- 月曜ドラマスペシャル
  - ジャック・アンド・ベティ物語（1992年）
  - 秋の特選サスペンス 東京に殺された女（1996年）
  - 早乙女千春の添乗報告書5（1997年） - 田中直美
- デパート!秋物語（1992年）
- 若葉のころ（1996年）
- 日曜劇場 / テセウスの船（2020年）

#### フジテレビ
- 君の瞳をタイホする!（1988年）
- 影を愛したわたし（1988年）
- 男と女のミステリー→金曜ドラマシアター→金曜エンタテイメント
  - 並木通りの男（1988年） - 矢島友江 役
  - 金（キム）の戦争 ライフル魔殺人事件（1991年）
  - 生前情交痕跡あり（1991年）
  - 悪女A・B（1991年）
  - 腕まくり看護婦物語I（1993年） - 看護婦変装の警官
  - 美人三姉妹温泉芸者が行く!4（1997年）
  - 真相-わが子の殺人日記（1999年）
- 教師びんびん物語II（1989年）
- DRAMADAS / 学問ノススメ（1990年）
- 世にも奇妙な物語
  - 噂のマキオ（1990年） - 山崎奈津子の母 役
  - おじいちゃんの恋文（1990年） - 根上サキ子 役
  - もう一人の花嫁（1991年） - 文子
  - 人格改造ドリンク（1991年） - 野田豊子 役
  - つぐない（1992年）
  - 中学教師（1998年） - 浅見
- ラストダンス（1990年）
- 東映不思議コメディーシリーズ
  - 不思議少女ナイルなトトメス（1991年） - 佐々木光江 役
  - うたう!大竜宮城（1992年） - マンボウ 役
- 恐怖配達人 / 指輪（1992年）
- 木曜劇場 / ジュニア・愛の関係（1992年）
- 妻たちの劇場 / 真夏の出来事（1992年）
- 約束の夏（1992年） - 弁護士 役
- NIGHT HEAD（1992年 - 1993年） - 霧原直実 役
- ボクたちのドラマシリーズ / 放課後（1992年）
- 水曜劇場
  - 振り返れば奴がいる（1993年）
  - ナオミ（1999年） - 神谷里子 役
- 花の咲く家（1993年）
- 指輪（1995年）
- ロングバケーション（1996年）
- 木曜の怪談 / MMR未確認飛行物体（1996年）
- 翼をください!（1996年）
- 僕が僕であるために（1997年）
- Days（1997年）
- 太陽がいっぱい（1998年）
- ブラザーズ（1998年）
- ボーイハント（1998年）
- ハッピー・マニア（1998年）
- ショムニスペシャル（1998年）
- 殴る女（1998年） - 芳村澄江 役
- お水の花道 女30歳ガケップチ（1999年）
- 傷だらけの女（1999年）
- ナニワ金融道4（1999年）
- OUT〜妻たちの犯罪〜（1999年）
- 傷だらけのラブソング（2001年）
- ざけんなョ!!10（2011年、BSフジ）
- 記憶（2018年）
- 絶対零度〜未然犯罪潜入捜査〜（2020年）

#### テレビ朝日
- 六本木ダンディーおみやさん（1987年）
- はぐれ刑事純情派
  - （1988年）
  - 第6シリーズ（1993年） - 荒木美子 役
  - 第7シリーズ 第21話 （1994年） - 黒田万里子
  - （1996年）
  - （1997年）
- 隣りの未亡人とおかしな二人（1988年） - 山田道江
- だまされたって、愛されたい（1989年）
- 管理職降格（1990年）
- さすらい刑事旅情編（1990年）
- 代表取締役刑事（1991年）
- ラブストーリーを君に…（1992年）
- 土曜ワイド劇場
  - 森村誠一の「不倫期」（1992年）
  - 特効薬漂流す（1996年）
  - 新・女弁護士 朝吹里矢子3（1996年） - 原島律子
  - 少女Aの殺人（1996年）
  - 広域警察3（2012年） - 川瀬雪子
- ミステリー体験ゾーン 本当にあった怖い話（1992年）
- Ifのふたり（1992年）
- 月曜ドラマ・イン
  - ツインズ教師（1993年）
  - 最高の恋人（1995年）
  - 花嫁は16才!（1995年）
  - 名探偵保健室のオバさん（1997年） - 芹沢敦子
  - チェンジ!（1998年） - 花村妙子
- Change!（1995年）
- 恋愛詐欺師（1999年）

#### テレビ東京
- 映画みたいな恋したい / ある愛の詩（1991年）
- 大江戸捜査網 平成版第2シリーズ 第21話「江戸城八孔の謎を解け!」（1992年）
- ドラマBiz / リーガル・ハート 〜いのちの再建弁護士〜（2019年）
- ひみつ×戦士 ファントミラージュ!（2019年）

#### WOWOW
- 連続ドラマW / 孤高のメス（2019年） - 大川頼子

### 映画
- その男、凶暴につき（1989年） - 少年Aの母親
- ぼくらの七日間戦争2（1991年）
- 国会へ行こう!（1993年）
- 教祖誕生（1993年）
- NIGHT HEAD 劇場版（1994年） - 霧原直実
- 勝手にしやがれ!! 強奪計画（1995年） - パブのマスター
- パラサイト・イヴ（1997年）
- すばらしき臨終（1997年）
- 死国（1999年）
- 僕はイエス様が嫌い（2019年） - 星野ふみ
- 五億円のじんせい（2019年）
- 蛾の光（2020年）
- おもいで写眞（2021年）

### オリジナルビデオ
- 裏警察BOX39 FILE 裏ビデオの女（1998年）

### CM
- 東京ガス 「ガスの仮面」 - バレエの先生

### 舞台
- カッコーの巣の上で
- わが青春の北壁
- ウエストサイドストーリー
- 本日も休診（2021年）

### WEB
- 結婚させてください!!（2014年）
- みーんな、知らない依存症（2020年）

### その他
- 夢で逢えたら - 振付
- いつかギラギラする日（1992年） - 振付
- ウッチャンナンチャンのウリナリ!! - 振付